# Suigun-Linie
| Suigun-Linie                                  | Suigun-Linie      |
| --------------------------------------------- | ----------------- |
| Dieseltriebzug KiHa E130 auf der Suigun-Linie |                   |
|                                               |                   |
| Streckenlänge:                                | 147,0 km          |
| Spurweite:                                    | 1067 mm (Kapspur) |
|                                               |                   |

Die Suigun-Linie (jap. 水郡線, Suigun-sen) ist eine japanische Eisenbahnstrecke, die zwischen den Bahnhöfen Mito in der  Präfektur Ibaraki und Kōriyama in der  Präfektur Fukushima verläuft. Der Name Suigun setzt sich aus den Schriftzeichen der Städte Mito (水戸) und Kōriyama (郡山) zusammen. Betrieben wird die Linie von der JR East.